# لوپولدسهوهه
لوپولدسهوهه (به آلمانی: Leopoldshöhe) یک شهر در آلمان است که در Lippe واقع شده‌است. لوپولدسهوهه ۱۶٬۰۳۷ نفر جمعیت دارد.